# Sebastian Kehl
Sebastian Walter Kehl (sinh ngày 13 tháng 2 năm 1980) là một cựu cầu thủ bóng đá người Đức thường chơi ở vị trí tiền vệ phòng ngự. Anh thuận chân trái và có thể chơi hậu vệ trái. Kehl được biết đến như là một hòn đá tảng có khả năng tacking cũng như chuyền rất tốt.
Kehl trở thành đội trưởng của Dortmund sau chiến thắng 2–1 tại DFL-Supercup trước Bayern Munich.

## Cuộc đời
Kehl and vợ, Tina, có hai con trai là Luis, sinh 26 -12- 2006 và Leni, sinh 19 -10- 2009.

## Sự nghiệp
Sinh ra tại Fulda, Kehl gia nhập Borussia Dortmund vào năm 2001 và cho đến nay đã chơi hơn 200 trận cho Die Schwarzgelben. Kehl vẫn là trụ cột của BVB, mặc dù đã bị chấn thương khá lâu.
Kehl bắt đầu sự nghiệp thi đấu quốc tế trong màu áo đội tuyển Đức trong trận gặp Slovakia vào ngày 29 -5- 2001 và đã 31 lần khoác áo đội tuyển quốc gia. Kehl đã tham dự 2002 World Cup và 2006 World Cup

## Thống kê sự nghiệp

### Câu lạc bộ
| Câu lạc bộ          | Câu lạc bộ          | Câu lạc bộ          | Giải đấu | Giải đấu | Cúp       | Cúp       | Châu lục | Châu lục | Tổng cộng | Tổng cộng |
| Mùa giải            | Câu lạc bộ          | Giải đấu            | Trận     | Bàn      | Trận      | Bàn       | Trận     | Bàn      | Trận      | Bàn       |
| Đức                 | Đức                 | Đức                 | Giải đấu | Giải đấu | DFB-Pokal | DFB-Pokal | UEFA     | UEFA     | Tổng cộng | Tổng cộng |
| ------------------- | ------------------- | ------------------- | -------- | -------- | --------- | --------- | -------- | -------- | --------- | --------- |
| 1998–99             | Hannover 96         | 2. Bundesliga       | 8        | 1        | 1         | 0         | -        | -        | 9         | 1         |
| 1999–00             | Hannover 96         | 2. Bundesliga       | 24       | 1        | 2         | 0         | -        | -        | 26        | 1         |
| 2000–01             | SC Freiburg         | Bundesliga          | 25       | 2        | 2         | 2         | -        | -        | 27        | 4         |
| 2001–02             | SC Freiburg         | Bundesliga          | 15       | 2        | 2         | 0         | 5        | 2        | 22        | 4         |
| 2001–02             | Borussia Dortmund   | Bundesliga          | 15       | 1        | 0         | 0         | 0        | 0        | 15        | 1         |
| 2002–03             | Borussia Dortmund   | Bundesliga          | 28       | 0        | 2         | 0         | 12       | 0        | 42        | 0         |
| 2003–04             | Borussia Dortmund   | Bundesliga          | 23       | 1        | 1         | 0         | 6        | 0        | 30        | 1         |
| 2004–05             | Borussia Dortmund   | Bundesliga          | 32       | 4        | 3         | 0         | -        | -        | 35        | 4         |
| 2005–06             | Borussia Dortmund   | Bundesliga          | 29       | 1        | 1         | 0         | -        | -        | 30        | 1         |
| 2006–07             | Borussia Dortmund   | Bundesliga          | 6        | 0        | 0         | 0         | -        | -        | 6         | 0         |
| 2007–08             | Borussia Dortmund   | Bundesliga          | 14       | 3        | 5         | 0         | -        | -        | 19        | 3         |
| 2008–09             | Borussia Dortmund   | Bundesliga          | 28       | 5        | 2         | 0         | 2        | 1        | 32        | 6         |
| 2009–10             | Borussia Dortmund   | Bundesliga          | 6        | 1        | 0         | 0         | -        | -        | 6         | 1         |
| 2010–11             | Borussia Dortmund   | Bundesliga          | 6        | 0        | 1         | 0         | 2        | 0        | 9         | 0         |
| 2011–12             | Borussia Dortmund   | Bundesliga          | 27       | 3        | 6         | 1         | 5        | 0        | 38        | 4         |
| 2012–13             | Borussia Dortmund   | Bundesliga          | 20       | 0        | 3         | 0         | 9        | 0        | 32        | 0         |
| 2013–14             | Borussia Dortmund   | Bundesliga          | 12       | 1        | 3         | 0         | 3        | 0        | 18        | 1         |
| 2014–15             | Borussia Dortmund   | Bundesliga          | 21       | 0        | 7         | 1         | 4        | 0        | 32        | 1         |
| Tổng cộng sự nghiệp | Tổng cộng sự nghiệp | Tổng cộng sự nghiệp | 343      | 26       | 42        | 4         | 50       | 4        | 437       | 34        |

1. ↑  Bao gồm DFL-Supercup
2. ↑  Bao gồm UEFA Champions League và UEFA Europa League

### Đội tuyển quốc gia
| Đức       | Đức  | Đức |
| Năm       | Trận | Bàn |
| --------- | ---- | --- |
| 2001      | 3    | 1   |
| 2002      | 11   | 1   |
| 2003      | 7    | 1   |
| 2004      | 3    | 0   |
| 2005      | 0    | 0   |
| 2006      | 7    | 0   |
| Tổng cộng | 31   | 3   |

### Bàn thắng quốc tế
| # | Thời gian           | Địa điểm                                      | Đối thủ              | Bàn thắng | Kết quả | Giải đấu         |
| - | ------------------- | --------------------------------------------- | -------------------- | --------- | ------- | ---------------- |
| 1 | 15 tháng 8 năm 2001 | Sân vận động Puskás Ferenc, Budapest, Hungary | Hungary              | 0–2       | 2–5     | Giao hữu quốc tế |
| 2 | 9 tháng 5 năm 2002  | Dreisamstadion, Freiburg, Đức                 | Kuwait               | 5–0       | 7–0     | Giao hữu quốc tế |
| 3 | 30 tháng 4 năm 2003 | Weserstadion, Bremen, Đức                     | Serbia và Montenegro | 1–0       | 1–0     | Giao hữu quốc tế |

## Danh hiệu

### Câu lạc bộ
Borussia Dortmund
Vô địch
- Bundesliga (3): 2001–02, 2010–11, 2011–12
- DFB-Pokal (1): 2011–12
- DFL-Supercup: 2008, 2013

Á quân
- Cúp UEFA: 2001–02
- UEFA Champions League: 2012–13
- DFB-Ligapokal: 2003
- DFB-Pokal: 2007–08
- DFL-Supercup: 2011, 2012

Đội tuyển Đức
- Á quân World Cup (1): 2002
- Hạng ba World Cup (1): 2006
- Hạng ba Confederations Cup (1): 2005